# Heterostegane aridata
Heterostegane aridata är en fjärilsart som beskrevs av W. Warren 1897. Heterostegane aridata ingår i släktet Heterostegane och familjen mätare. Inga underarter finns listade i Catalogue of Life.